# L3Harris
L3Harris Technologies, Inc. (NYSE: LHX) er en amerikansk teknologivirksomhed og forsvarsentreprenør. De beskæftiger sig med IT, service, trådløst udstyr, radioer, elektriske systemer, night vision, antenner, overvågningsudstyr, osv.
De har 46.000 ansatte og omsætter for 17 mia. US $.